# Adam McKay
Adam McKay (Denver, 17 aprile 1968) è un regista, sceneggiatore, attore e comico statunitense, noto principalmente per film comici e satirici.
Inizia la carriera a Saturday Night Live, e negli anni 2000 collabora con Will Ferrell in vari film comici come Anchorman - La leggenda di Ron Burgundy e I poliziotti di riserva.
In seguito diversifica, con progetti come La grande scommessa, Vice - L'uomo nell'ombra e Don't Look Up.

## Biografia
Noto soprattutto per la sua collaborazione artistica con Will Ferrell, che ha diretto numerose volte, nel 2015 scrive e dirige il film La grande scommessa, per il quale vince l'Oscar alla migliore sceneggiatura non originale e viene nominato come miglior regista. Nel 2018 produce e dirige il film intitolato Vice - L'uomo nell'ombra, che ha come attore protagonista Christian Bale.
Nel 2021 è sceneggiatore e regista di Don't Look Up.

## Vita privata
Si dichiara socialista. Nel 2019 si è tesserato con i Democratic Socialists of America, organizzazione con cui ha manifestato nel 2021. Nel 2016 e 2020 ha supportato Bernie Sanders nelle primarie del Partito Democratico. Deluso dai risultati delle presidenziali del 2024, il giorno dopo le elezioni ha dichiarato di voler abbandonare i democratici in favore di un partito più a sinistra.
Ha criticato il supporto statunitense a Israele nel conflitto israelo-palestinese.
Soffre di tremore essenziale. Nel 2018, durante le rirprese di Vice - L'uomo nell'ombra, è sopravvissuto a un infarto.

## Filmografia

### Regista

#### Cinema
- Anchorman - La leggenda di Ron Burgundy (Anchorman: The Legend of Ron Burgundy) (2004)
- Wake Up, Ron Burgundy: The Lost Movie (2004)
- Ricky Bobby - La storia di un uomo che sapeva contare fino a uno (Talladega Nights: The Ballad of Ricky Bobby) (2006)
- Fratellastri a 40 anni (Step Brothers) (2008)
- I poliziotti di riserva (The Other Guys) (2010)
- Anchorman 2 - Fotti la notizia (Anchorman 2: The Legend Continues) (2013)
- La grande scommessa (The Big Short) (2015)
- Vice - L'uomo nell'ombra (Vice) (2018)
- Don't Look Up (2021)

#### Televisione
- Saturday Night Live - programma TV (1995-2001)
- Eastbound & Down – serie TV, episodio 1x05 (2009)
- Funny or Die Presents – TV comedy show (2010)
- Lifecasters – documentario (2013)
- Succession – serie TV, episodio 1x01 (2018)
- Winning Time - L'ascesa della dinastia dei Lakers (Winning Time: The Rise of the Lakers Dynasty) – serie TV, episodio 1x01 (2022)

### Sceneggiatore
- Saturday Night Live (programma TV, 1995-2001)
- Anchorman - La leggenda di Ron Burgundy (Anchorman: The Legend of Ron Burgundy) (2004)
- Wake Up, Ron Burgundy: The Lost Movie (2004)
- Ricky Bobby - La storia di un uomo che sapeva contare fino a uno (Talladega Nights: The Ballad of Ricky Bobby) (2006)
- Fratellastri a 40 anni (Step Brothers) (2008)
- Funny or Die Presents (TV comedy show co-diretto, 2010)
- I poliziotti di riserva (The Other Guys) (2010)
- Candidato a sorpresa (The Campaign), regia di Jay Roach (2012) – soggetto
- Anchorman 2 - Fotti la notizia (Anchorman 2: The Legend Continues) (2013)
- Duri si diventa (Get Hard), regia di Etan Cohen (2015) – soggetto
- Ant-Man, regia di Peyton Reed (2015)
- La grande scommessa (The Big Short) (2015)
- Vice - L'uomo nell'ombra (Vice) (2018)
- Don't Look Up (2021)

### Produttore
- Ricky Bobby - La storia di un uomo che sapeva contare fino a uno (Talladega Nights: The Ballad of Ricky Bobby) (2006)
- Fratellastri a 40 anni (Step Brothers) (2008)
- Land of the Lost (2009)
- La concessionaria più pazza d'America (The Goods: Live Hard, Sell Hard) (2009)
- Eastbound & Down (TV comedy show, 2009-2010)
- Big Lake (serie TV, 2010)
- Funny or Die Presents (TV comedy show co-diretto, 2010)
- I poliziotti di riserva (The Other Guys) (2010)
- The Virginity Hit (2010)
- Fully Loaded (2011)
- Casa de mi padre (2011)
- Trafiq (2011)
- The Last Janitor (2011)
- Il dittatore (The Dictator), regia di Larry Charles (2012)
- Tim and Eric's Billion Dollar Movie (2012)
- Candidato a sorpresa (The Campaign), regia di Jay Roach (2012)
- The Wedding Party (Bachelorette), regia di Leslye Headland (2012)
- Hansel & Gretel - Cacciatori di streghe (Hansel and Gretel: Witch Hunters), regia di Tommy Wirkola (2013)
- Tammy, regia di Ben Falcone (2014)
- Welcome to Me, regia di Shira Piven (2014)
- The Spoils of Babylon – miniserie TV (2014)
- Duri si diventa (Get Hard), regia di Etan Cohen (2015)
- Daddy's Home, regia di Sean Anders e John Morris (2015)
- Grimsby - Attenti a quell'altro (The Brothers Grimsby), regia di Louis Leterrier (2016)
- LA to Vegas – serie TV (2018)
- Succession – serie TV (2018-2023)
- Holmes & Watson - 2 de menti al servizio della regina (Holmes & Watson), regia di Etan Cohen (2018)
- Vice - L'uomo nell'ombra (Vice), regia di Adam McKay (2018)
- Ibiza, regia di Alex Richanbach (2018)
- La rivincita delle sfigate (Booksmart), regia di Olivia Wilde (2019)
- Amiche per la morte - Dead to Me (Dead to Me) – serie TV (2019)
- Le Ragazze di Wall Street - Business is Business (Hustlers), regia di Lorene Scafaria (2019)
- Eurovision Song Contest - La storia dei Fire Saga (Eurovision Song Contest: The Story of Fire Saga), regia di David Dobkin (2020)
- Barb & Star Go to Vista Del Mar, regia di Josh Greenbaum (2021)
- Don't Look Up, regia di Adam McKay (2021)
- Fresh, regia di	Mimi Cave (2022)
- Winning Time - L'ascesa della dinastia dei Lakers (Winning Time: The Rise of the Lakers Dynasty) – serie TV, 17 episodi (2022-2023)
- The Menu, regia di Mark Mylod (2022)

## Premi e riconoscimenti
Premio Oscar
- 2016 - Candidatura al miglior regista per La grande scommessa[5]
- 2016 - Migliore sceneggiatura non originale per La grande scommessa
- 2019 - Candidatura al miglior film per Vice - L'uomo nell'ombra[6]
- 2019 - Candidatura al miglior regista per Vice - L'uomo nell'ombra
- 2019 - Candidatura alla migliore sceneggiatura originale per Vice - L'uomo nell'ombra
- 2022 - Candidatura al miglior film per Don't Look Up
- 2022 - Candidatura alla migliore sceneggiatura originale per Don't Look Up

Golden Globe
- 2016 - Candidatura alla migliore sceneggiatura per La grande scommessa[7]
- 2019 - Candidatura al miglior regista per Vice - L'uomo nell'ombra[8]
- 2019 - Candidatura alla migliore sceneggiatura per Vice - L'uomo nell'ombra
- 2019 - Candidatura al miglior film commedia o musicale per Vice - L’uomo nell’ombra
- 2022 - Candidatura alla migliore sceneggiatura per Don't Look Up
- 2022 - Candidatura al miglior film commedia o musicale per Don’t Look Up

British Academy Film Awards
- 2016 - Candidatura al miglio regista per La grande scommessa[9]
- 2016 - Migliore sceneggiatura non originale per La grande scommessa
- 2019 - Candidatura alla migliore sceneggiatura originale per Vice - L'uomo nell'ombra[10]
- 2022 - Candidatura alla migliore sceneggiatura originale per Don't look up
- 2022 - Candidatura al miglior film per Don’t Look Up

Critics' Choice Awards
- 2016 - Migliore sceneggiatura non originale per La grande scommessa[11]
- 2019 - Candidatura al miglior regista per Vice - L'uomo nell'ombra[12]
- 2019 - Candidatura alla migliore sceneggiatura originale per Vice - L'uomo nell'ombra
- 2022 - Candidatura al miglior film per Don't Look Up
- 2022 - Candidatura alla migliore sceneggiatura originale per Don't Look Up
- 2022 - Candidatura al miglior film commedia per Don't Look Up

David di Donatello
- 2022 - Candidatura al miglior film straniero per Don't Look Up

Empire Awards
- 2016 - Migliore sceneggiatura per La grande scommessa